# Marcha por la paz
Se llama marcha por la paz al camino que llevó a cabo el indio Satish Kumar inspirado por la desobediencia civil contra la bomba atómica de Bertrand Russell. En 1962, Kumar y su amigo E. P. Menon decidieron dedicarse a la realización de una Marcha por la paz de India a las cuatro capitales con armas nucleares: Moscú, París, Londres y Washington. Pero lo más significativo es que emprendió este viaje sin dinero, de donde  proviene el nombre que se le atribuye, Peregrino de paz. 

## Caminata
Ellos empezaron su caminata en Bangalore. Allí, Vinoba Bhave dio a dos jóvenes dos regalos. Uno, ir sin dinero por donde caminaban y el otro, fue que se convirtieron en vegetarianos. Continuaron su viaje y se fueron hacia Pakistán, donde se encontraron una gran bondad entre los pakistanís, aunque ellos estuvieran en medio de un enorme conflicto histórico y antipatía hacia la India. Después continuaron el viaje a través de Armenia, Georgia, pasaron por las Montañas del Cáucaso, y la Khyber Pass.  Una vez pasado estos países llegaron a su primer destino, Moscú. Después pasaron a  París, cruzaron el Canal de la Mancha y llegaron a Londres, y finalmente cruzaron el Océano Atlántico y llegaron a Washington. Viajaron totalmente a pie y sin dinero y se quedaban en las casas donde les ofrecían comida y refugio.
En su camino a Moscú se encontraron con dos mujeres al lado de una fábrica de té. Después de explicarles su viaje, una de las mujeres les dio cuatro bolsitas de té, una para entregar a cada uno de los líderes de las potencias nucleares, y también para entregarles un mensaje, cuando tú piensas que sea necesario pulsa el botón, para detenerte un minuto y tomarte una taza té. Esto les inspiró el viaje, e incluso fue en parte la razón para ello.

## Objetivo y logros
Esta marcha tenía como objetivo el desarme de las potencias nucleares ya mencionadas. Y finalmente pudieron entregar la paz del té a cada uno de los líderes de las cuatro potencias nucleares, resolver los conflictos en este movimiento por la paz
- Datos: Q5996070
- Multimedia: Marcha por la paz / Q5996070